# Тодор Александров
Тодор Александров Попорушев (* 4 березня 1881, с. Ново Село (зараз фактично район міста Штип), Північна Македонія — † 31 серпня 1924, с. Сугарево, Болгарія) — македонський та болгарський революціонер і політичний діяч, керівник ВМРО протягом 1919—1924.

## Життєпис
Народився 4 березня 1881 у селі Ново Село (тепер община Штип у Македонії) у сім'ї вчителя.
Навчався у болгарській чоловічій гімназії в Салоніках. У 1895 вступає до болгарського педагогічного училища в Скоп'є і у 1898 закінчує його на відмінно. Тут же в Скоп'є, у віці 16 років приєднується до Внутрішньої македонсько-одринської революційної організації (ВМОРО) під впливом директора училища Хрісто Матова.

### Революційна діяльність

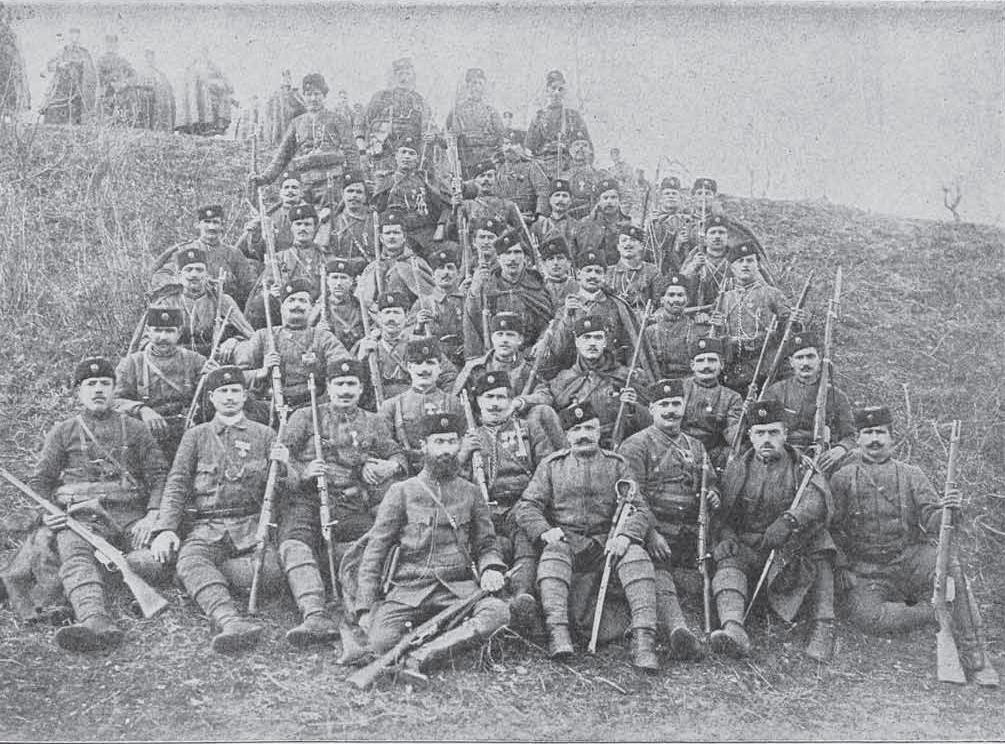
Чета(загін) Тодора Александрова під час Першої світової війни

Після завершення навчання працює за фахом вчителем і займається революційною діяльністю, за яку був заарештований 27 березня 1903 турецькою владою і засуджений до 5 років ув'язнення, але вийшов з в'язниці через рік у 1904 на підставі амністії. З 1906 виступає одним із керівників Скопського революційного округу.
На початку 1911 його вибирають поряд з Хрісто Чернопеєвом та Петером Чаулевим членом Центрального Комітету ВМОРО.
Під його безпосереднім керівництвом були проведені терористичні акти в містах Штіп (у листопаді 1911) та Кочани
(в серпні 1912), які стали приводом до початку Першої Балканської війни. Під час війни Тодор Александров на чолі 52-ї чети (загону) македонсько-одринського ополчення, кількістю 117 бійців, захопив місто Кукуш (тепер Кілкіс в Греції) та передав болгарській армії.
Під час Другої Балканської та Першої світової воював на стороні Болгарії.

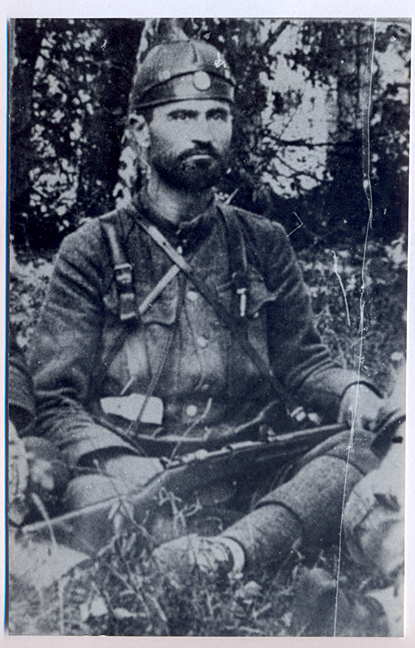
Голова ВМРО в 1920—1924 Тодор Александров у формі четника

### Керівник ВМРО

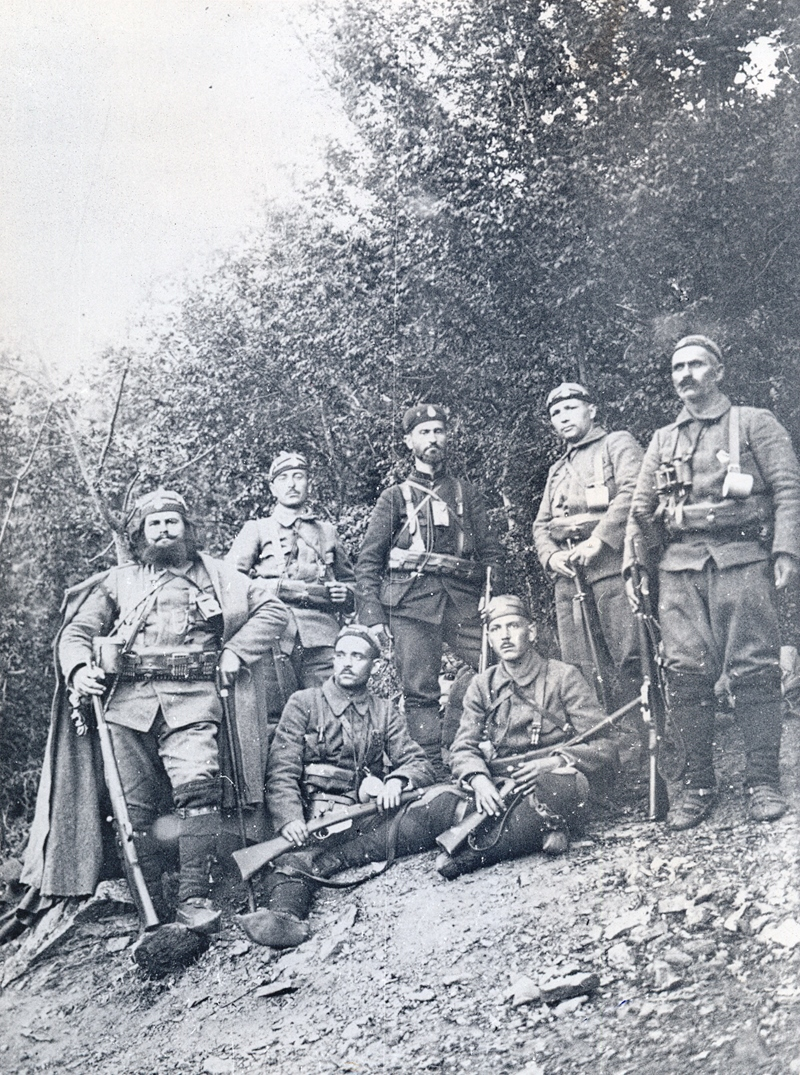
Тодор Александров стоїть у центрі з побратимами по зброї

20 грудня 1919 у Софії відбулося таємне засідання активістів ВМОРО, на якому Внутрішня македонсько-одринська революційна організація була відновлена як Внутрішня македонська революційна організація. Зустріч була ініційована Тодором Александровом та членами останнього Центрального Комітету ВМОРО, який був обраний у 1911 році, Петером Чаулевим і Александром Протогеровим.
Виступав за створення автономної, а в перспективі — незалежної республіки Македонія зі столицею в Салоніках. Базою ВМРО під керівництвом Александрова був край Піринська Македонія, де організація контролювала усе політичне життя.
У червні 1923 узяв активну участь у поваленні комуністичного уряду, сформованого Болгарським землеробським народним союзом на чолі з Александром Стамболійським. Згодом на чолі загонів ВМРО допоміг уряду Александра Цанкова придушити Вересневе повстання, організоване комуністами у вересні 1923.

#### Травневий маніфест і загибель
6 травня 1924 у Відні було підписано маніфест ВМРО, у якому містився заклик до об'єднання усіх сил македонського визвольного руху та створення «єдиного балканського революційного фронту» у тісній співпраці з Комінтерном для боротьби з владою Королівства Югославії. Тодор Александров оголосив, що не підписував особисто даний маніфест, однак це не врятувало організацію від кривавих чвар.
31 серпня 1924 Тодор Александров був убитий у селі Сугарево. Хоча фізичні вбивці були покарані дуже скоро членами ВМРО, однак досі немає чіткої відповіді на запитання, хто був справжнім ініціатором його убивства.